# Prix Philippe du Rozier
Prix Philippe du Rozier är ett montélopp för fyraåriga hingstar och ston som äger rum i december på Hippodrome de Vincennes i Paris i Frankrike. Det är ett Grupp 2-lopp, man måste minst ha sprungit in 15 000 euro för att få starta. Den samlade prissumman 120 000 euro, varav 54 000 euro i förstapris.

## Vinnare
| År   | Häst               | Far                | Kusk                      | Tränare                 | Tid/km |
| ---- | ------------------ | ------------------ | ------------------------- | ----------------------- | ------ |
| 2024 | Keengame           | Express Jet        | Anthony Barrier           | Jean-Philippe Monclin   | 1'11"8 |
| 2023 | Je m'Envole        | Joyau d'Amour      | Mathieu Mottier           | Mathieu Mottier         | 1'11"4 |
| 2022 | Inshore            | Read de Lou        | Alexandre Abrivard        | Laurent-Claude Abrivard | 1'11"4 |
| 2021 | Hytte du Terroir   | Boccador de Simm   | Alexandre Abrivard        | Laurent-Claude Abrivard | 1'12"0 |
| 2020 | Gladys des Plaines | Opus Viervil       | Mathieu Mottier           | Gilles Curens           | 1'11"3 |
| 2019 | Fléche Bourbon     | Saxo de Vandel     | Alexandre Abrivard        | Sébastien Guarato       | 1'10"9 |
| 2018 | Exotica de Retz    | Prodigious         | Delphine Beaufils Ernault | Sébastien Ernault       | 1'11"8 |
| 2017 | Driver Cadence     | Saxo de Vandel     | Mathieu Mottier           | Emmanuel Allard         | 1'13"1 |
| 2016 | Clara du Pontseuil | Mich Phili         | Anthony Barrier           | Gullaume Moinon         | 1'13"1 |
| 2015 | Be Mine de Houelle | Scipion du Goutier | Marie Bacsich             | Franck Leblanc          | 1'12"0 |
| 2014 | Amazone du Dollar  | Ni Ho Ped d'Ombree | Pierre Yves-Verva         | Sylvain Roger           | 1'13"2 |
| 2013 | Vision Intense     | Prodigious         | Nathalie Henry            | Philippe Moulin         | 1'11"9 |
| 2012 | Un Team de Nacre   | First de Retz      | Damien Bonne              | Sébastien Guarato       | 1'13"7 |
| 2011 | Trotting Race      | Goetmals Wood      | Nathalie Henry            | Jéan Baudron            | 1'11"5 |
| 2010 | Singalo            | Goetmals Wood      | Éric Raffin               | Louis Baudron           | 1'13"6 |
| 2009 | Rick des Sales     | Hermes du Buisson  | Éric Raffin               | Serge Peltier           | 1'13"0 |
| 2008 | Quido du Goutier   | Extreme Dream      | Éric Raffin               | Sébastien Guarato       | 1'13"9 |
| 2007 | Prince du Montfort | Ipsos de Montfort  | Maxime Bezier             | Sébastien Guarato       | 1'13"4 |
| 2006 | Odeisis de Vandel  | Podosis            | Matthieu Abrivard         | Gilles Delacour         | 1'13"6 |
| 2005 | Neoh Jiel          | Cappricio          | Philippe Masschaele       | Jean-Luc Dersoir        | 1'14"4 |
| 2004 | Miss Castelle      | Goetmals Wood      | Philippe Masschaele       | Thierry Duvaldestin     | 1'14"6 |
| 2003 | Luna du Boscail    | Tarass Boulba      | Éric Raffin               | Éric Lebon              | 1'15"3 |
| 2002 | Kerido du Donjon   | Coktail Jet        | Philippe Masschaele       | Jean-Luc Janvier        | 1'15"7 |